# Балтская городская община
Балтская городская община (укр. Балтська міська громада) или Балтская городская объединённая территориальная община (укр. Балтська міська об'єднана територіальна громада) — территориальная община в Одесской области на юге Украины.
Площадь общины — 1039,2 км², население — 34 290 человек (2020).
Административный центр — город Балта.
Входит в состав Подольского района (до июля 2020 года территория общины относилась к бывшему Балтскому району).

## История
Создана 12 августа 2015 года в Балтском районе в рамках административно-территориальной реформы 2015—2020 годов. В состав общины вошли Балтский городской совет и несколько сельских советов: Бендзаревский, Белинский, Борсуковский, Гольманский, Кармалюковский, Казацкий, Корытновский, Лесничовский, Мироновский, Обжиловский, Оленовский, Пасатский, Пасицеловский, Переймовский, Перелётский, Саражинский.
На момент объединения, в состав общины входили 1 город и 27 сёл. В марте 2019 года было принято решение о присоединении к общине Новопольского сельсовета.
В июле 2020 года община вместе со всем упразднённым Балтским районом была включена в укрупнённый Подольский район, при этом к ней также было решено присоединить Сенновский (село Сенное), Чернеченский (село Чернече) и Плосковский (село Плоское) сельсоветы бывшего Балтского района.

## Населённые пункты
- Акулиновка
- Андрияшевка
- Барсуки
- Бендзары
- Белино
- Берёзовка
- Воловая
- Гольма
- Евтодия
- Зелёный Гай
- Казацкое
- Кармалюковка
- Корытное
- Крыжовлин
- Лесничовка
- Мироны
- Мошняги
- Немировское
- Новополь
- Обжилое
- Оленовка
- Отрада
- Пасат
- Пасицелы
- Перейма
- Перелёты
- Петровка
- Саражинка
- Семёно-Карповка
- Харитиновка